# Kreis Forst
Der Kreis Forst (niedersorbisch Wokrejs Baršć) war ein Landkreis im Bezirk Cottbus der DDR. Von 1990 bis 1993 bestand er als Landkreis Forst im Land Brandenburg fort. Sein Gebiet liegt heute im Landkreis Spree-Neiße in Brandenburg. Der Sitz der Kreisverwaltung befand sich in Forst.

## Geographie

### Lage
Der Kreis Forst lag in der Niederlausitz an der Lausitzer Neiße, die auch die Staatsgrenze zwischen der DDR und Polen bildete.

### Größte Orte
Die größten Orte des Kreises neben der Kreisstadt Forst waren die Stadt Döbern sowie die Gemeinden Groß Kölzig, Groß Schacksdorf, und Heinersbrück.

### Nachbarkreise
Der Kreis Forst grenzte gegen den Uhrzeigersinn im Norden beginnend an die Kreise Guben, Cottbus-Land, Spremberg und Weißwasser. Im Osten grenzte er an Polen.

## Geschichte
Am 25. Juli 1952 kam es in der DDR zu einer umfassenden Kreisreform, bei der unter anderem die Länder aufgelöst wurden und durch Bezirke ersetzt wurden. Aus Teilen der alten Landkreise Cottbus und Spremberg wurde der neue Kreis Forst gebildet, der dem neugebildeten Bezirk Cottbus zugeordnet wurde. Der Kreissitz war in der Stadt Forst (Lausitz).
Am 17. Mai 1990 wurde der Kreis in Landkreis Forst umbenannt. Anlässlich der Wiedervereinigung der beiden deutschen Staaten wurde der Kreis im Oktober 1990 dem wiedergegründeten Land Brandenburg zugeschlagen. Bei der brandenburgischen Kreisreform, die am 6. Dezember 1993 in Kraft trat, ging er im neuen Landkreis Spree-Neiße auf.

## Kreisangehörige Städte und Gemeinden
Aufgeführt sind alle Orte, die am 25. Juli 1952 bei Einrichtung des Kreises Forst eigenständige Gemeinden waren. Eingerückt sind Gemeinden, die bis zum 5. Dezember 1993 ihre Eigenständigkeit verloren und in größere Nachbargemeinden eingegliedert wurden, oder die sich zu neuen Gemeinden zusammengeschlossen haben.
- Bohrau
- Briesnig (mit Ortsteil Klein Briesnig)
- Döbern (ab 1. Januar 1974 mit Ortsteil Eichwege)
  - Dubrau (am 1. Mai 1973 eingemeindet nach Gosda)
  - Eichwege (wurde am 1. Januar 1974 nach Döbern eingemeindet)
- Forst (Lausitz) (seit 1940 mit den Ortsteilen Domsdorf, Eulo, Keune und Noßdorf, seit 1946 mit Ortsteil Sacro)
- Gahry
- Gosda (seit dem 1. Mai 1973 mit Ortsteil Dubrau)
  - Gosda II (zum 1. Mai 1973 eingemeindet nach Preschen)
- Groß Bademeusel (seit 1. Juli 1977 mit Ortsteil Klein Bademeusel)
- Groß Jamno (seit 1. Juli 1977 mit Ortsteil Klein Jamno)
- Groß Kölzig
- Groß Schacksdorf
- Grötsch
- Heinersbrück (seit 1950 mit Ortsteil Radewiese)
- Jerischke (zum 1. Mai 1973 wurde Zelz-Bahren eingemeindet, seither Ortsteile Zelz und Bahren)
- Jethe (seit 1950 mit Ortsteil Smarso)
- Jocksdorf
  - Klein Bademeusel (zum 1. Juli 1977 nach Groß Bademeusel eingemeindet)
  - Klein Jamno (zum 1. Juli 1977 eingemeindet nach Groß Jamno)
- Klein Kölzig (wurde zum 1. Januar 1974 nach Groß Kölzig eingemeindet, zum 6. Mai 1984 wieder verselbständigt)
  - Klinge (wurde am 8. Januar 1981 nach Gosda eingemeindet und zum größten Teil devastiert)
- Mattendorf
- Mulknitz
- Naundorf (mit Neu Sacro)
- Preschen (seit 1. Dezember 1966 mit Ortsteil Raden, seit 1. Mai 1973 mit Ortsteil Gosda II)
  - Raden (zum 1. April 1939 eingemeindet nach Preschen, zum 1. Januar 1946 ausgegliedert aus Preschen, zum 1. Dezember 1966 erneute Eingemeindung nach Preschen)
- Sacro
- Simmersdorf
- Trebendorf
- Weißagk (am 1. Januar 1986 Eingliederung der Gemarkung des devastierten Weißagk in die Gemeinde Gosda)
  - Zelz-Bahren (Zusammenschluss am 1. Januar 1946, mit den Ortsteilen Zelz und Bahren, zum 1. Mai 1973 eingemeindet nach Jerischke)

### Einwohnerentwicklung
| Jahr      | 1960   | 1971   | 1981   | 1989   |
| Einwohner | 44.662 | 44.422 | 40.251 | 38.378 |

## Wirtschaft
Bedeutende Betriebe waren unter anderem:
- Braunkohletagebau Jänschwalde
- VEB Glaswerk Döbern
- VEB Forster Tuchfabriken
- VEB Stadtbrauerei Forst
- VEB Wäschereimaschinenbau Forst
- VEB Forster Web und Strickwaren
- VEB Technische Gebäudeausrüstung

## Verkehr
Der Kreis war über die Autobahn Berlin–Cottbus–Forst an das Autobahnnetz der DDR angeschlossen. Dem überregionalen Straßenverkehr dienten außerdem die F 112 von Forst nach Frankfurt (Oder) sowie die F 122 von Forst nach Cottbus.
Das Kreisgebiet wurde durch die grenzüberschreitende Eisenbahnstrecke Cottbus–Forst–Żary sowie die Nebenbahnen Forst–Guben und Forst–Weißwasser erschlossen.

## Kfz-Kennzeichen
Den Kraftfahrzeugen (mit Ausnahme der Motorräder) und Anhängern wurden von etwa 1974 bis Ende 1990 dreibuchstabige Unterscheidungszeichen, die mit dem Buchstabenpaar ZG begannen, zugewiesen. Die letzte für Motorräder genutzte Kennzeichenserie war ZW 50-01 bis ZW 99-99.
Anfang 1991 erhielt der Landkreis das Kennzeichen FOR. Es wurde bis Ende 1993 ausgegeben. Seit dem 19. März 2013 ist es aufgrund der Kennzeichenliberalisierung wieder im Landkreis Spree-Neiße erhältlich.